# Campionati europei di pattinaggio di figura 2020
I Campionati europei di pattinaggio di figura 2020 sono stati la 112ª edizione della competizione di pattinaggio di figura, valida per la stagione 2019-2020. In programma le gare di singolo maschile e femminile, coppie e danza su ghiaccio. Sono stati ammessi i pattinatori nati entro il 1º luglio 2004, provenienti da una nazione europea membro della International Skating Union.

## Numero di partecipanti per discipline
In base ai risultati del campionato europeo 2019, ogni nazione membro dell'ISU può schierare da 1 a 3 partecipanti.
| Posti                                            | Singolo maschile                                | Singolo femminile             | Coppie                                | Danza su ghiaccio                   |
| ------------------------------------------------ | ----------------------------------------------- | ----------------------------- | ------------------------------------- | ----------------------------------- |
| 3                                                | Italia Russia                                   | Finlandia Francia Russia      | Francia Italia Russia                 | Francia Russia                      |
| 2                                                | Francia Georgia Israele Rep. Ceca Spagna Svezia | Rep. Ceca Slovacchia Svizzera | Croazia Germania Gran Bretagna Spagna | Gran Bretagna Italia Polonia Spagna |
| I Paesi non in lista hanno un solo partecipante. |                                                 |                               |                                       |                                     |

## Medagliere
| Pos.   | Paese   | Oro | Argento | Bronzo | Totale |
| ------ | ------- | --- | ------- | ------ | ------ |
| 1      | Russia  | 4   | 3       | 3      | 10     |
| 2      | Francia | 0   | 1       | 0      | 1      |
| 3      | Georgia | 0   | 0       | 1      | 1      |
| Totale | Totale  | 4   | 4       | 4      | 12     |

## Risultati

### Singolo maschile
| Posizione                         | Nome                | Nazione       | Punteggio | Programma Corto | Programma Corto | Programma Libero | Programma Libero |
| --------------------------------- | ------------------- | ------------- | --------- | --------------- | --------------- | ---------------- | ---------------- |
| 1                                 | Dmitrij Aliev       | Russia        | 272.89    | 2               | 88.45           | 1                | 184.44           |
| 2                                 | Artur Danieljan     | Russia        | 246.74    | 3               | 84.63           | 4                | 162.11           |
| 3                                 | Moris Qvitelashvili | Georgia       | 246.71    | 4               | 82.77           | 3                | 163.94           |
| 4                                 | Daniel Grassl       | Italia        | 244.88    | 11              | 76.61           | 2                | 168.27           |
| 5                                 | Matteo Rizzo        | Italia        | 237.01    | 7               | 79.07           | 5                | 157.94           |
| 6                                 | Deniss Vasiļjevs    | Lettonia      | 232.67    | 5               | 80.44           | 7                | 152.23           |
| 7                                 | Michal Březina      | Rep. Ceca     | 231.25    | 1               | 89.77           | 11               | 141.48           |
| 8                                 | Paul Fentz          | Germania      | 230.01    | 6               | 80.41           | 9                | 149.60           |
| 9                                 | Vladimir Litvintsev | Azerbaigian   | 221.09    | 17              | 70.04           | 8                | 151.05           |
| 10                                | Aleksandr Samarin   | Russia        | 220.43    | 13              | 74.77           | 10               | 145.66           |
| 11                                | Adam Siao Him Fa    | Francia       | 219.89    | 24              | 65.21           | 6                | 154.68           |
| 12                                | Alexei Bychenko     | Israele       | 219.03    | 8               | 78.27           | 13               | 140.76           |
| 13                                | Gabriele Frangipani | Italia        | 218.00    | 10              | 76.91           | 12               | 141.09           |
| 14                                | Irakli Maysuradze   | Georgia       | 214.47    | 15              | 74.13           | 14               | 140.34           |
| 15                                | Nikolaj Majorov     | Svezia        | 212.57    | 14              | 74.39           | 15               | 138.18           |
| 16                                | Aleksandr Selevko   | Estonia       | 210.68    | 9               | 77.45           | 16               | 133.23           |
| 17                                | Mark Gorodnitsky    | Israele       | 206.83    | 12              | 76.20           | 17               | 130.63           |
| 18                                | Slavik Hayrapetyan  | Armenia       | 194.61    | 20              | 66.89           | 18               | 127.72           |
| 19                                | Lukas Britschgi     | Svizzera      | 190.75    | 22              | 66.32           | 19               | 124.43           |
| 20                                | Matyáš Bělohradský  | Rep. Ceca     | 190.54    | 18              | 67.69           | 20               | 122.85           |
| 21                                | Sondre Oddvoll Bøe  | Norvegia      | 189.25    | 19              | 67.35           | 21               | 121.90           |
| 22                                | Alexander Lebedev   | Bielorussia   | 188.00    | 21              | 66.43           | 22               | 121.57           |
| 23                                | Larry Loupolover    | Bulgaria      | 177.26    | 16              | 70.36           | 24               | 106.90           |
| 24                                | Burak Demirboğa     | Turchia       | 173.31    | 23              | 66.12           | 23               | 107.19           |
| Eliminati dopo il programma corto |                     |               |           |                 |                 |                  |                  |
| 25                                | Illya Solomin       | Svezia        | 64.91     | 25              | 64.91           | N.D.             | N.D.             |
| 26                                | Kevin Aymoz         | Francia       | 64.40     | 26              | 64.40           | N.D.             | N.D.             |
| 27                                | Peter James Hallam  | Gran Bretagna | 64.17     | 27              | 64.17           | N.D.             | N.D.             |
| 28                                | Maurizio Zandron    | Austria       | 62.45     | 28              | 62.45           | N.D.             | N.D.             |
| 29                                | Davide Lewton Brain | Monaco        | 61.35     | 29              | 61.35           | N.D.             | N.D.             |
| 30                                | Andrey Kokura       | Ucraina       | 58.65     | 30              | 58.65           | N.D.             | N.D.             |
| 31                                | Roman Galay         | Finlandia     | 56.10     | 31              | 56.10           | N.D.             | N.D.             |
| 32                                | Michael Neuman      | Slovacchia    | 53.08     | 32              | 53.08           | N.D.             | N.D.             |
| 33                                | Thomas Kennes       | Paesi Bassi   | 52.56     | 33              | 52.56           | N.D.             | N.D.             |
| 34                                | Conor Stakelum      | Irlanda       | 48.28     | 34              | 48.28           | N.D.             | N.D.             |
| 35                                | András Csernoch     | Ungheria      | 47.30     | 35              | 47.30           | N.D.             | N.D.             |

### Singolo femminile
| Posizione                         | Nome                  | Nazione       | Punteggio | Programma Corto | Programma Corto | Programma Libero | Programma Libero |
| --------------------------------- | --------------------- | ------------- | --------- | --------------- | --------------- | ---------------- | ---------------- |
| 1                                 | Alëna Kostornaja      | Russia        | 240.81    | 1               | 84.92           | 2                | 155.89           |
| 2                                 | Anna Ščerbakova       | Russia        | 237.76    | 2               | 77.95           | 1                | 159.81           |
| 3                                 | Aleksandra Trusova    | Russia        | 225.34    | 3               | 74.95           | 3                | 150.39           |
| 4                                 | Alexia Paganini       | Svizzera      | 192.88    | 4               | 68.82           | 4                | 124.06           |
| 5                                 | Emmi Peltonen         | Finlandia     | 181.79    | 5               | 66.49           | 7                | 115.30           |
| 6                                 | Ekaterina Rjabova     | Azerbaigian   | 181.49    | 6               | 62.22           | 6                | 119.27           |
| 7                                 | Eva-Lotta Kiibus      | Estonia       | 181.24    | 11              | 59.70           | 5                | 121.54           |
| 8                                 | Alessia Tornaghi      | Italia        | 172.17    | 7               | 61.27           | 11               | 110.90           |
| 9                                 | Maé-Bérénice Méité    | Francia       | 172.08    | 8               | 60.64           | 10               | 111.44           |
| 10                                | Ekaterina Kurakova    | Polonia       | 170.24    | 13              | 58.49           | 9                | 111.75           |
| 11                                | Maïa Mazzara          | Francia       | 170.06    | 16              | 57.11           | 8                | 112.95           |
| 12                                | Linnea Ceder          | Finlandia     | 166.16    | 15              | 58.01           | 12               | 108.15           |
| 13                                | Nicole Schott         | Germania      | 162.26    | 14              | 58.06           | 14               | 104.20           |
| 14                                | Viktorija Safonova    | Bielorussia   | 159.91    | 20              | 53.33           | 13               | 106.58           |
| 15                                | Alina Urushadze       | Georgia       | 154.81    | 12              | 59.56           | 18               | 95.25            |
| 16                                | Léa Serna             | Francia       | 154.73    | 10              | 59.90           | 19               | 94.83            |
| 17                                | Aleksandra Fejgin     | Bulgaria      | 154.43    | 18              | 53.87           | 16               | 100.56           |
| 18                                | Anita Östlund         | Svezia        | 152.91    | 9               | 60.57           | 21               | 92.34            |
| 19                                | Yasmine Kimiko Yamada | Svizzera      | 152.62    | 24              | 51.77           | 15               | 100.85           |
| 20                                | Daša Grm              | Slovenia      | 150.90    | 17              | 56.07           | 20               | 94.83            |
| 21                                | Ivett Tóth            | Ungheria      | 150.36    | 22              | 52.69           | 17               | 97.67            |
| 22                                | Eliška Březinová      | Rep. Ceca     | 145.35    | 19              | 53.61           | 22               | 91.74            |
| 23                                | Natasha McKay         | Gran Bretagna | 142.14    | 23              | 52.47           | 23               | 89.67            |
| 24                                | Olga Mikutina         | Austria       | 130.15    | 21              | 53.19           | 24               | 76.96            |
| Eliminate dopo il programma corto |                       |               |           |                 |                 |                  |                  |
| 25                                | Nelli Ioffe           | Israele       | 51.70     | 25              | 51.70           | N.D.             | N.D.             |
| 26                                | Aleksandra Golovkina  | Lituania      | 50.88     | 26              | 50.88           | N.D.             | N.D.             |
| 27                                | Anastasia Galustyan   | Armenia       | 50.08     | 27              | 50.08           | N.D.             | N.D.             |
| 28                                | Valentina Matos       | Spagna        | 49.02     | 28              | 49.02           | N.D.             | N.D.             |
| 29                                | Ema Doboszová         | Slovacchia    | 46.27     | 29              | 46.27           | N.D.             | N.D.             |
| 30                                | Angelina Kučvaļska    | Lettonia      | 45.09     | 30              | 45.09           | N.D.             | N.D.             |
| 31                                | Antonina Dubinina     | Serbia        | 43.62     | 31              | 43.62           | N.D.             | N.D.             |
| 32                                | Sinem Kuyucu          | Turchia       | 43.16     | 32              | 43.16           | N.D.             | N.D.             |
| 33                                | Jenni Saarinen        | Finlandia     | 42.61     | 33              | 42.61           | N.D.             | N.D.             |
| 34                                | Anastasija Hožva      | Ucraina       | 40.49     | 34              | 40.49           | N.D.             | N.D.             |
| 35                                | Niki Wories           | Paesi Bassi   | 38.19     | 35              | 38.19           | N.D.             | N.D.             |
| 36                                | Klára Štěpánová       | Rep. Ceca     | 37.83     | 36              | 37.83           | N.D.             | N.D.             |
| 37                                | Hana Cvijanović       | Croazia       | 36.22     | 37              | 36.22           | N.D.             | N.D.             |

### Coppie
| Posizione                         | Nome                                     | Nazione       | Punteggio | Programma Corto | Programma Corto | Programma Libero | Programma Libero |
| --------------------------------- | ---------------------------------------- | ------------- | --------- | --------------- | --------------- | ---------------- | ---------------- |
| 1                                 | Aleksandra Bojkova / Dmitrij Kozlovskij  | Russia        | 234.58    | 1               | 82.34           | 1                | 152.24           |
| 2                                 | Evgenija Tarasova / Vladimir Morozov     | Russia        | 208.64    | 3               | 73.50           | 2                | 135.14           |
| 3                                 | Dar'ja Pavljučenko / Denis Chodykin      | Russia        | 206.53    | 2               | 74.92           | 3                | 131.61           |
| 4                                 | Nicole Della Monica / Matteo Guarise     | Italia        | 194.44    | 4               | 70.48           | 4                | 123.96           |
| 5                                 | Minerva Fabienne Hase / Nolan Seegert    | Germania      | 186.39    | 5               | 70.43           | 5                | 115.96           |
| 6                                 | Miriam Ziegler / Severin Kiefer          | Austria       | 177.41    | 6               | 67.90           | 6                | 109.51           |
| 7                                 | Annika Hocke / Robert Kunkel             | Germania      | 166.10    | 7               | 58.43           | 7                | 107.67           |
| 8                                 | Rebecca Ghilardi / Filippo Ambrosini     | Italia        | 156.74    | 8               | 56.85           | 10               | 99.89            |
| 9                                 | Cléo Hamon / Denys Strekalin             | Francia       | 153.49    | 12              | 50.24           | 8                | 103.25           |
| 10                                | Ioulia Chtchetinina / Márk Magyar        | Ungheria      | 151.50    | 10              | 51.03           | 9                | 100.47           |
| 11                                | Coline Keriven / Noël-Antoine Pierre     | Francia       | 150.10    | 9               | 51.47           | 11               | 98.63            |
| 12                                | Zoe Jones / Christopher Boyadji          | Gran Bretagna | 147.94    | 11              | 50.96           | 12               | 96.98            |
| 13                                | Anna Vernikov / Evgeni Krasnopolski      | Israele       | 145.35    | 13              | 49.34           | 13               | 96.01            |
| 14                                | Laura Barquero / Tòn Cónsul              | Spagna        | 135.68    | 15              | 46.79           | 14               | 88.89            |
| 15                                | Lana Petranović / Antonio Souza-Kordeiru | Croazia       | 134.57    | 14              | 48.78           | 15               | 85.79            |
| 16                                | Daria Danilova / Michel Tsiba            | Paesi Bassi   | 116.30    | 16              | 46.10           | 16               | 70.20            |
| Eliminati dopo il programma corto |                                          |               |           |                 |                 |                  |                  |
| 17                                | Dorota Broda / Pedro Betegón             | Spagna        | 45.54     | 17              | 45.54           | N.D.             | N.D.             |
| 18                                | Alexandra Herbríková / Nicolas Roulet    | Svizzera      | 42.16     | 18              | 42.16           | N.D.             | N.D.             |
| 19                                | Sofija Nesterova / Artem Darens'kyj      | Ucraina       | 39.28     | 19              | 39.28           | N.D.             | N.D.             |

### Danza su ghiaccio
| Posizione                         | Nome                                        | Nazione       | Punteggio | Rhythm Dance | Rhythm Dance | Programma Libero | Programma Libero |
| --------------------------------- | ------------------------------------------- | ------------- | --------- | ------------ | ------------ | ---------------- | ---------------- |
| 1                                 | Viktorija Sinicina / Nikita Kacalapov       | Russia        | 220.42    | 2            | 88.73        | 1                | 131.69           |
| 2                                 | Gabriella Papadakis / Guillaume Cizeron     | Francia       | 220.28    | 1            | 88.78        | 2                | 131.50           |
| 3                                 | Aleksandra Stepanova / Ivan Bukin           | Russia        | 211.29    | 4            | 83.65        | 3                | 127.64           |
| 4                                 | Charlène Guignard / Marco Fabbri            | Italia        | 205.58    | 3            | 84.66        | 4                | 120.92           |
| 5                                 | Lilah Fear / Lewis Gibson                   | Gran Bretagna | 192.34    | 6            | 74.26        | 5                | 118.08           |
| 6                                 | Tiffany Zahorski / Jonathan Guerreiro       | Russia        | 188.03    | 5            | 75.10        | 6                | 112.93           |
| 7                                 | Sara Hurtado / Kirill Chaljavin             | Spagna        | 185.84    | 7            | 73.44        | 7                | 112.40           |
| 8                                 | Olivia Smart / Adrián Díaz                  | Spagna        | 183.12    | 9            | 72.19        | 8                | 110.93           |
| 9                                 | Natalia Kaliszek / Maksym Spodyriev         | Polonia       | 180.26    | 10           | 71.96        | 10               | 108.30           |
| 10                                | Oleksandra Nazarova / Maksym Nikitin        | Ucraina       | 179.94    | 11           | 71.54        | 9                | 108.40           |
| 11                                | Allison Reed / Saulius Ambrulevičius        | Lituania      | 174.24    | 8            | 73.22        | 13               | 101.02           |
| 12                                | Adelina Galjavieva / Louis Thauron          | Francia       | 172.15    | 13           | 66.85        | 12               | 105.30           |
| 13                                | Katharina Müller / Tim Dieck                | Germania      | 167.44    | 18           | 61.42        | 11               | 106.02           |
| 14                                | Maria Kazakova / Georgy Reviya              | Georgia       | 167.22    | 12           | 67.49        | 14               | 99.73            |
| 15                                | Evgenija Loparëva / Geoffrey Brissaud       | Francia       | 165.22    | 15           | 65.68        | 15               | 99.54            |
| 16                                | Jasmine Tessari / Francesco Fioretti        | Italia        | 163.61    | 14           | 66.79        | 16               | 96.82            |
| 17                                | Tina Garabedian / Simon Proulx-Sénécal      | Armenia       | 156.64    | 19           | 61.25        | 17               | 95.39            |
| 18                                | Yuka Orihara / Juho Pirinen                 | Finlandia     | 156.08    | 16           | 64.49        | 19               | 91.59            |
| 19                                | Natálie Taschlerová / Filip Taschler        | Rep. Ceca     | 154.30    | 17           | 62.53        | 18               | 91.77            |
| 20                                | Victoria Manni / Carlo Röthlisberger        | Svizzera      | 145.23    | 20           | 59.78        | 20               | 85.45            |
| Eliminati dopo il programma corto |                                             |               |           |              |              |                  |                  |
| 21                                | Robynne Tweedale / Joseph Buckland          | Gran Bretagna | 59.25     | 21           | 59.25        | N.D.             | N.D.             |
| 22                                | Justyna Plutowska / Jérémie Flemin          | Polonia       | 58.49     | 22           | 58.49        | N.D.             | N.D.             |
| 23                                | Ėmilija Kaljahanava / Uladzislaŭ Palchoŭski | Bielorussia   | 51.10     | 23           | 51.10        | N.D.             | N.D.             |
| 24                                | Emily Monaghan / Ilias Fourati              | Ungheria      | 50.22     | 24           | 50.22        | N.D.             | N.D.             |
| 25                                | Mina Zdravkova / Christopher Martin Davis   | Bulgaria      | 48.25     | 25           | 48.25        | N.D.             | N.D.             |
| 26                                | Nicole Kelly / Berk Akalın                  | Turchia       | 46.70     | 26           | 46.70        | N.D.             | N.D.             |
| 27                                | Aurelija Ipolito / J.T. Michel              | Lettonia      | 45.62     | 27           | 45.62        | N.D.             | N.D.             |